# Eugenio Pilutti
Eugenio Pilutti, noto anche con lo pseudonimo di Genjo (Ronchis, 30 dicembre 1948 – Trieste, 18 marzo 2016), è stato un poeta e scrittore friulano che con le sue poesie ed i suoi scritti ha contribuito a rilanciare l'uso della lingua friulana scritta nell'ambito della bassa friulana.

## Biografia
I suoi primi componimenti sono comparsi a stampa nel 1967, quando frequentava il liceo classico “Stellini” di Udine.
Compiuti gli studi di sociologia a Trento, ha iniziato a lavorare a Trieste nel 1974, dove si è trasferito senza rinunciare al rapporto col paese natale, Ronchis (Udine), per il quale ha curato dal 1989 assieme a Gino Mauro il “Lunari”, che raggiunge anche la comunità dei roncolini nel mondo.
Autore di centinaia di poesie, in massima parte edite, e critico letterario, ha vinto numerosi concorsi locali e internazionali (nella sezione dedicata alla poesia in friulano) e ha pubblicato lui stesso la raccolta “Frosc di Duchemare” (1992). Ha scritto e curato saggi dedicati alla cultura popolare friulana (“Il mur di clas”, 2002, assieme a Gino Mauro; e i volumi collettanei “Il territorio e la sua gente”, dedicato a Malafesta, 2007; “San Zòrs da la Pinsa”, 2008).
Con Gino Mauro ha inoltre curato un volume dedicato a Ronchis, “Per non dimenticare” (1993), un saggio dedicato all’emigrazione dei roncolini nel mondo (“Vie pal mont”, 1997) e la mostra “La giostra del tempo”, con il relativo catalogo (2010).
Nel 2016 la famiglia ha istituito un premio di poesia alla sua memoria intitolato "Concorso di poesia in memoria di Eugenio Pilutti". L'idea fondante del concorso è quella di stimolare e diffondere l'interesse per la poesia in lingua friulana nelle giovani generazioni di età compresa tra i 15 e 25 anni.
Nel 2020 il Comune di Ronchis, ha voluto istituzionalizzare il premio di poesia per renderlo parte del progetto culturale del paese e dare così nuova linfa allo studio giovanile della lingua friulana. Importanti anche i patrocini di ARLeF (Agjenzie Regjonâl pe Lenghe Furlane), della Regione Autonoma Friuli Venezia Giulia, e della Societât Filologjiche Furlane.

## Opere

### Raccolte poetiche
- Frosc di Duchemare, Latisana, La bassa, 1992, ISBN MOD0611305

### Saggi
- Per non dimenticare. Storia ed immagini di una comunità in riva al fiume, con Mauro Gino, Zugliano (Ud), 1993
- Vie pal mont: Racconti, storia ed immagini della emigrazione roncolina, con Mauro Gino, Pasian di Prato (Ud), 1997
- La giostra del tempo, con Mauro Gino, 2010
- Il mûr di clas… L’identità ricostruita, con Mauro Gino, Fossalta di Portogruaro (Ve), 2002

### Volumi collettanei
- Il territorio e la sua gente, Malafesta e Villanova, San Michele al Tagliamento (Ve), 2007
- San Zòrs da la Pinsa: San Giorgio al Tagliamento, storie e poesie di luoghi e persone, Il Timent, 2008